# Литвиненко, Адель Николаевна
Адель Николаевна Литвиненко укр. Адель Миколаївна Литвиненко; (7 ноября 1926 год, Киев, Украинская ССР — 3 января 2016 года, Макеевка) — участник Великой Отечественной войны. передовик производства, оператор прокатного стана Макеевского металлургического завода имени С. М. Кирова, Донецкая область. Герой Социалистического Труда (1966).

## Биография
Родилась 7 ноября 1926 года в рабочей семье в Киеве. Её самостоятельная жизнь началась рано. В пятнадцатилетием возрасте Адель ушла на фронт добровольцем. С июня 1941 года участвовала в Великой Отечественной войне. Служила санитарным инструктором, разведчиком и командиром отделения взвода пешей разведки 1159-го стрелкового полка 351-й стрелковой дивизии 9-й армии на Юго-Западном и Северо-Кавказском фронтах. Была связной партизанского отряда, воевала на территории Донбасса и Ростовской области, защищала Кавказ. В 1942 году на фронте вступила в комсомол. Трижды была ранена и контужена.
1 мая 1943 года разведчики её дивизии вместе с десантниками проводили частную наступательную операцию с целью прорыва прибрежного участка оборонительного рубежа 17-й немецкой армии (так называемой «Голубой линии»), выходившего к Азовскому морю у косы Вербяная (севернее города Темрюка, Краснодарский край). Юная Адель вызвалась помогать им. В ходе боя была ранена. А 28 мая 1943 года была тяжело ранена. За эти бои награждена Орденом Красной Звезды.(06.06.1943)
В 1944 году после тяжелого ранения и длительного лечения в госпитале была уволена по состоянию здоровья инвалидом 1 группы в звании старшего сержанта.
В 1945 году окончила Киевскую среднюю школу № 45 и по путевке ЦК ЛКСМ Украины была направлена на работу по восстановлению Донбасса.
С 1945 года — ученик сварщика на Дружковском заводе металлических изделий Сталинской области.
С 1946 года — 2-й секретарь Дружковского городского комитета ЛКСМУ Сталинской области. Два года была практически неподвижна после паралича. После улучшения состояния здоровья переехала в Макеевку, где три года работала воспитателем ремесленного училища.
Придя однажды на металлургический завод и увидев раскалённый металл, решила стать оператором прокатного стана. Работа пришлась по душе, благодаря чему А. Н. Литвиненко быстро освоила редкую для женщин профессию металлурга-прокатчика. И не просто освоила, а достигла вершин профессионального мастерства.
С 1950 года. — электромашинист, машинист-оператор прокатного стана прокатного цеха № 2 Макеевского металлургического завода имени Кирова Сталинской области. Работала оператором прокатного стана более 30 лет. В 1951 году вступила в КПСС.
Указом Президиума Верховного Совета СССР от 22 марта 1966 года за выдающиеся успехи, достигнутые в развитии чёрной металлургии Литвиненко Адели Николаевне присвоено звание Героя Социалистического Труда с вручением ордена Ленина и золотой медали «Серп и Молот».
Ударный труд на производстве она сочетала с активной общественно-политической деятельностью. А. Н. Литвиненко избиралась депутатом Верховного Совета СССР, членом Донецкого обкома партии, делегатом. XXIV съезда КПСС и XXIII съезда Компартии Украины, председателем районной комиссии содействия Советскому фонду мира.
После выхода на пенсию проживала в городе Макеевка Донецкой области, где умерла от фронтовых ран 3 ноября 2016 года. Похоронена Макеевка, Донецкая область.

## Награды
- Золотая медаль «Серп и Молот» (22.03.1966);
- орден Ленина (22.03.1966).
- Орден Отечественной войны I степени(11.03.1985)[3]
- Орден Красной Звезды(06.06.1943)[4]
- Орден Красной Звезды
- Орден Красной Звезды
- Орден «Знак Почёта» (1971)
- Медаль Жукова(1995)
- Медаль За оборону Кавказа[5]
- Медаль «В ознаменование 100-летия со дня рождения Владимира Ильича Ленина» (6 апреля 1970[6])
- Медаль «За победу над Германией в Великой Отечественной войне 1941—1945 гг.» (9 мая 1945[7])[3]
- Юбилейная медаль «Двадцать лет Победы в Великой Отечественной войне 1941—1945 гг.» (7 мая 1965[8])
- Юбилейная медаль «Тридцать лет Победы в Великой Отечественной войне 1941—1945 гг.»[9]
- Медаль «Сорок лет Победы в Великой Отечественной войне 1941-1945 гг.»[10]
- Юбилейная медаль «50 лет Победы в Великой Отечественной войне 1941—1945 гг.»
- Юбилейная медаль «60 лет Победы в Великой Отечественной войне 1941—1945 гг.»
- Юбилейная медаль «65 лет Победы в Великой Отечественной войне 1941—1945 гг.»
- Юбилейная медаль «70 лет Победы в Великой Отечественной войне 1941—1945 гг.»
- Медаль «Ветеран труда»
- Медаль «30 лет Советской Армии и Флота»[11].
- Юбилейная медаль «40 лет Вооружённых Сил СССР»[12]
- Юбилейная медаль «50 лет Вооружённых Сил СССР» (26 декабря 1967[13])
- Юбилейная медаль «60 лет Вооружённых Сил СССР» (28 января 1978[14])
- Юбилейная медаль «70 лет Вооружённых Сил СССР» (28 января 1988[15])
- Медаль «За безупречную службу» I степени[1].
- Знак «Гвардия»
- Знак МО СССР «25 лет Победы в Великой Отечественной войне» (24 апреля 1970[16])

- Почётный житель Макеевки

## Память
- На могиле установлен надгробный памятник
- Её имя увековечено в Главном Храме Вооружённых сил России, и навсегда запечатлено на мемориале «Дорога памяти»
- Её именем были названы пионерские отряды и дружины в Алма-Ате, Тирасполе, Макеевке, селе Навария Львовской области, городах Зубцов Калининской области, Ростов-на-Дону и Бузулук Оренбургской области.